# American-Airlines-Flug 63
Auf dem American Airlines-Flug 63, einem Linienflug der American Airlines vom Flughafen Charles de Gaulle in Paris zum Miami International Airport, ereignete sich am 22. Dezember 2001 ein versuchter Terroranschlag. Während des Fluges versuchte der in den Medien als Schuhbomber bekanntgewordene Richard Reid an Bord der mit 197 Personen besetzten Boeing 767-323ER (Registration N384AA) in seinen Schuhen versteckte Sprengsätze zu zünden.

## Vorfall
Etwa zwei Stunden nach dem Start in Paris entdeckte eine Flugbegleiterin, wie ein Passagier (Richard Reid, der Attentäter) mit Streichhölzern hantierte und offenbar versuchte, eine Sprengladung in einem seiner Schuhe anzuzünden. Als sie versuchte, Reid daran zu hindern, setzte sich dieser zur Wehr. Die Flugbegleiterin rief um Hilfe, woraufhin es einer ihrer Kolleginnen sowie mehreren Passagieren gelang, Reid in einem Handgemenge zu überwältigen. Passagiere und Crew fesselten Reid an einen Sitz und ein an Bord befindlicher Arzt verabreichte ihm ein Beruhigungsmittel.
Nach dem Vorfall wurde der Flug zum Flughafen Logan International in Boston umgeleitet, wo Reid verhaftet wurde.

## Untersuchung

Einer der beim Anschlag verwendeten Schuhe mit Sprengstoff

Untersuchungen des FBI ergaben, dass die Schuhe jeweils ca. 100 Gramm des Plastiksprengstoffs Nitropenta sowie den Initialsprengstoff Acetonperoxid enthielten. Letzterer sollte eine Zündung durch eine Zündschnur ermöglichen.
Bereits am 21. Dezember 2001 hatte Reid den Flughafen Charles de Gaulle betreten, um sich an Bord eines Linienflugs der American Airlines nach Miami zu begeben. Er erregte das Misstrauen der Sicherheitsleute durch sein ungepflegtes Äußeres, den Umstand, dass er sein Ticket bar bezahlte, ohne einen Rückflug und ohne Gepäck bei sich zu haben. Auf Fragen hin machte er sich auffällig und sie riefen die Polizei. Dort folgten zwei Stunden Verhör, doch der Verdacht gegen ihn ließ sich nicht erhärten, er kam frei und erhielt ein Ersatzticket.